# Каррик-он-Шур
Каррик-он-Шур (англ. Carrick-on-Suir; ирл. Carraig na Siúire (Карагь-на-Шюре)) — (малый) город в Ирландии, находится в графстве Южный Типперэри (провинция Манстер).
Железнодорожная станция в городе открыта 15 апреля 1853 года. С 2004 года станцию проходят 3 поезда в день, кроме того, существует автобусное сообщение.
Изначально город был основан на острове (пока в XVIII веке не были изменены русла малых рек). В XX веке в городе был молокообрабатывающий и хлопковый заводы, с 1930 года в городе развивалась кожевенная промышленность. По состоянию на 2006 год, крупных производств в городе нет.
В городе есть оперное общество, два театра и пивоваренный завод. Есть 3 католические церкви. В 1447 году через реку Шур был построен из камня Старый мост, в начале XX века был построен Новый мост. Центральная часть Старого моста и Новый мост были разрушены в 1922 году отступающими войсками ИРА, но были реконструированы в 1927 году.
Среди известных уроженцев города — Том Кили (чемпион летних Олимпийских игр 1904), группа The Clancy Brothers.

## Демография
Население — 5906 человек (по переписи 2006 года). В 2002 году население составляло 5586 человек. При этом, население внутри городской черты (legal area) было 5856, население пригородов (environs) — 50. Численность населения выросла на 5,7 % по сравнению с 2002 годом.
Данные переписи 2006 года:
| Общие демографические показатели |               |                               |                               |      |      |
| Всё население                    | Всё население | Изменения населения 2002—2006 | Изменения населения 2002—2006 | 2006 | 2006 |
| 2002                             | 2006          | чел.                          | %                             | муж. | жен. |
| 5586                             | 5906          | 320                           | 5,7                           | 2920 | 2986 |

В нижеприводимых таблицах сумма всех ответов (столбец «сумма»), как правило, меньше общего населения населённого пункта (столбец «2006»).
| Религия (Тема 2 — 5 : Число людей по религиям, 2006) |             |                |             |            |       |      |
| Католики, чел.                                       | Католики, % | Другая религия | Без религии | не указано | сумма | 2006 |
| 5432                                                 | 92,8        | 245            | 121         | 58         | 5856  | 5906 |

| Этно-расовый состав (Этничность. Тема 2 — 3 : Постоянное население по этническому или культурному происхождению, 2006) |            |              |       |        |        |            |       |       |
| Белые ирландцы | Лухт-шулта | Другие белые | Негры | Азиаты | Другие | Не указано | сумма | 2006  |
| 5236 | 5          | 361          | 72    | 35     | 29     | 64         | 5802  | 5906  |
| Доля от всех отвечавших на вопрос, %                                                                                   |            |              |       |        |        |            |       |       |
| 90,2 | 0,1        | 6,2          | 1,2   | 0,6    | 0,5    | 1,1        | 100   | 98,21 |

1 — доля отвечавших на вопрос о языке от всего населения.
| Владение ирландским языком (Тема 3 — 1 : Число людей от 3 лет и старше по способности говорить по-ирландски, 2006) |      |            |       |       |
| Владеете ли Вы ирландским языком?                                                                                  |      |            |       |       |
| Да | Нет  | Не указано | сумма | 2006  |
| 1998 | 3445 | 137        | 5580  | 5906  |
| Доля от всех отвечавших на вопрос о языке, %                                                                       |      |            |       |       |
| 35,8 | 61,7 | 2,5        | 100   | 94,51 |

1 — доля отвечавших на вопрос о языке от всего населения.
| Использование ирландского языка (Тема 3 — 2 : Говорящие по-ирландски от 3 лет и старше по частоте использования ирландского языка, 2006) |                                                            |                                               |                                               |                                               |                                               |                                               |       |                                     |      |
| Как часто и где Вы говорите по-ирландски?                                                                                                |                                                            |                                               |                                               |                                               |                                               |                                               |       |                                     |      |
| ежедневно, только в образовательных учреждениях                                                                                          | ежедневно, как в образовательных учреждениях, так и вне их | в других местах (вне образовательной системы) | в других местах (вне образовательной системы) | в других местах (вне образовательной системы) | в других местах (вне образовательной системы) | в других местах (вне образовательной системы) | сумма | всего, отвечавших на вопрос о языке | 2006 |
| ежедневно, только в образовательных учреждениях                                                                                          | ежедневно, как в образовательных учреждениях, так и вне их | ежедневно                                     | каждую неделю                                 | реже                                          | никогда                                       | не указано                                    | сумма | всего, отвечавших на вопрос о языке | 2006 |
| 624 | 12                                                         | 40                                            | 128                                           | 661                                           | 477                                           | 56                                            | 1998  | 5580                                | 5906 |
| Доля от всех отвечавших на вопрос о языке, %                                                                                             |                                                            |                                               |                                               |                                               |                                               |                                               |       |                                     |      |
| 11,2 | 0,2                                                        | 0,7                                           | 2,3                                           | 11,8                                          | 8,5                                           | 1,0                                           | 35,8  | 100                                 |      |

| Типы частных жилищ (Тема 6 — 1(a) : Число частных домовладений по типу размещения, 2006) |          |         |                 |            |       |      |
| Отдельный дом                                                                            | Квартира | Комната | Переносные дома | не указано | сумма | 2006 |
| 1889                                                                                     | 153      | 8       | 7               | 46         | 2103  | 5906 |